# 錫古爾達中世紀城堡

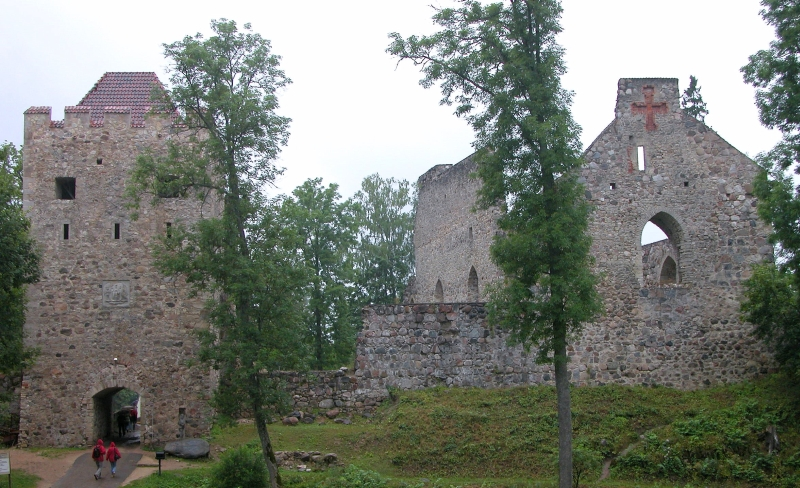

錫古爾達中世紀城堡（Sigulda Medieval Castle）是拉脫維亞的一個城堡遺跡。這座城堡位於錫古爾達附近，始建於1207年。城堡現在是一個觀光景點，北塔和主門塔可以攀爬。

## 外部連結
- 维基共享资源上的相關多媒體資源：錫古爾達中世紀城堡
- Sigulda Medieval Castle after reconstruction （页面存档备份，存于）